# Fissura petrotympanica

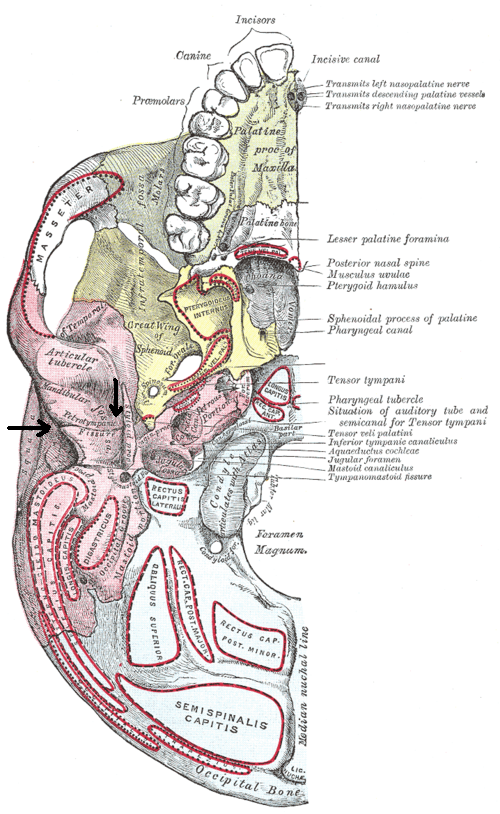
Fissura petrotympanica (mit Pfeilen gekennzeichnet), Blick von kaudal auf die Schädelbasis, In: Gray’s Anatomy, 20. Auflage, 1918

Die Fissura petrotympanica – nach ihrem Erstbeschreiber Johann Heinrich Glaser  auch Glaser-Spalte – ist eine Öffnung der Schädelbasis, durch die die Chorda tympani (Paukensaite) und die Arteria tympanica anterior, ein Ast der Arteria maxillaris, hindurchtreten. Die Öffnung liegt zwischen der Pars petrosa (Felsenbein) und der Pars tympanica (Paukenteil) des Schläfenbeins (Os temporale) und dorsal der Fossa mandibularis, der Gelenkfläche des Kiefergelenks.